# کوکوش (شهرستان کالتاسینسکی، باشقیرستان)
کوکوش (انگلیسی: Kokush, Kaltasinsky District, Republic of Bashkortostan) یک شهرک در شهرستان کالتاسینسکی استان باشقیرستان کشور روسیه است.